# Koloradski hrošč
Koloradski hrošč (znanstveno ime Leptinotarsa decemlineata), nekdaj krompirjeva zlatica, je hrošč iz družine lepencev, ki je eden največjih škodljivcev na krompirju.

## Opis
Odrasla žival meri v dolžino približno 10 mm in ima živo oranžnorumeno telo, po pokrovkah pa ima deset značilnih rjavih črt na svetli podlagi. Na glavi ima med očmi črno pego, na vratnem ščitku pa še več črnih peg, od katerih se dve združujeta tako, da tvorita obliko črke V. Samec koloradskega hrošča je malo manjši od samice in je bolj podolgovat. Prva najdba hrošča sega v leto 1811, vrsto pa je prvi leta 1824 opisal Thomas Say po primerkih, najdenih v Skalnem gorovju. Izvor hrošča ni točno znan, predvideva pa se, da izvira s področja današnjega Kolorada in Mehike.

## Življenjski krog
Koloradski hrošč se je sprva hranil z listi neke divje rastline iz družine razhodnikovk, ko pa so v njegovo naravno okolje prinesli kultivar krompirja, je kmalu zamenjal svojo naravno hrano. Občasno napada tudi druge rastline iz družine razhudnikovk, kot so jajčevci in paradižnik.
Samice koloradskega hrošče so izjemno plodne, saj lahko izležejo do 800 rumenih ali oranžnih jajčec. Ta merijo okoli 1,5 mm, samice pa jih odlagajo v skupinah po okoli 30 na spodnjo stran listov napadene rastline. Iz jajčec se po 4 do 15 dneh (odvisno od pogojev in temperature) izležejo rdeče ali rdeče-rjave ličinke z dvema vrstama temnih pik po bokih. Ličinke se prehranjujejo z listi napadene rastline in se razvijajo v štirih stadijih. V prvem so ličinke dolge okoli 1,5 mm, v četrtem pa dosežejo okoli 8 mm (na sliki so ličinke v tretjem stadiju). Prvi, drugi in tretji stadij trajajo po 2 do 3 dni, četrti pa 4 do 7 dni. V zadnji fazi ličinke nekaj dni prenehajo s prehranjevanjem in se bolj svetlo obarvajo. Na koncu stadija popadajo na tla in se zakopljejo v zemljo, kjer se zabubijo. Buba je dolga približno 10 mm in je umazano rdeče barve. V nekaj tednih se iz bub razvijejo mladi hrošči. Bube v tleh lahko ob neugodnih pogojih preidejo v fazo diapavze in se dokončno razvijejo v hrošče šele naslednjo pomlad.
Hrošči se vrnejo na rastline, kjer se prehranjujejo naprej in se parijo. Na poljih lahko tako najdemo tri ali več generacij teh škodljivcev.

## Škodljivec
Koloradski hrošč je velik škodljivec na krompirju, ki je dokaj odporen na zatiranje z insekticidi. Razlog za pogosto neuspešno zatiranje leži v veliki odpornosti hrošča na toksine in sposobnosti koloradskega hrošča, da hitro razvije odpornost na določeno vrsto insekticidov. Tako je ta vrsta do danes razvila odpornost na večino najbolj razširjenih insekticidov.

## Razširjenost

### Evropa
Leta 1877 je koloradski hrošč prišel v Nemčijo, kjer pa so ga kmalu zatrli. Po prvi svetovni vojni se je hrošč razširil v bližini ameriških vojaških baz v Bordeauxu in se do druge svetovne vojne razširil v Belgijo, na Nizozemsko in v Španijo. Med vojno in takoj po njej se je hrošč razširil po celi Evropi. Med drugo svetovno vojno je nemška propaganda razširila lažno informacijo, da so hrošča z letali po Evropi namerno razširili Američani. Podobno propagando so takoj po vojni v zasedeni Vzhodni Nemčiji razširili tudi Sovjeti, saj je bilo do leta 1950 s hroščem »okuženih« skoraj polovica krompirjevih polj v tej državi. V Sloveniji so hrošča prvič opazili leta 1946 na Krškem polju (kamor naj bi bil zanešen s krompirjem leta 1944). Leta 1947 so prve primerke našli tudi v okolici Zaprešića na Hrvaškem.
Trenutno so hrošča uspešno zatrli v Združenem kraljestvu, na Irskem, Balearskih otokih, Cipru, Malti ter v južnih predelih Švedske in na Finskem. Tam trenutno hrošča ne opažajo.

### Svet
Poleg Severne Amerike in Evrope je hrošč prisoten še v Aziji, Kanadi, Srednji Ameriki, v Afriki pa je navzoč v Gabonu. Za Avstralijo ni podatkov o razširjenosti koloradskega hrošča.

## Odnos s človekom

### Filatelija
Avstrija je leta 1967 na poštnih znamkah upodobila koloradskega hrošča.
Slika koloradskega hrošča in njegovih ličink je bila upodobljena tudi na propagandnih razglednicah Belgije med leti 1934 in 1935.

### Hladna vojna
V času hladne vojne so nekatere države varšavskega pakta trdile, da je prihod koloradskega hršošča delo CIA, ki naj bi tako hotela uničiti kmetijstvo Sovjetske zveze. Sprožene so bile obsežne kampanje proti hrošču. K nabiranju in uničevanju so bili mobilizirani tudi otroci.

### Rusko-ukrajinska vojna
V času vojne v Donbasu je beseda koloradi (iz ukrajinsko жук колорадський, latinizirano: žuk kolorads'kyj) v Ukrajini postala priljubljena zmerljivka za proruske separatiste, ki so pogosto uporabljali ruski vojaški simbol traku sv. Jurija, ki z oranžno-črnim črtastim vzorcem izgleda podobno kot koloradski hrošč.